# Codi INSEE
El Codi INSEE, és un codi assignat per l'organisme públic oficial de França dedicat als estudis estadístics (en francès, Institut National de la Statistique et des Etudes Economiques INSEE), per a identificar les agrupacions territorials franceses: regió, departament, districte (en francès arrondissements), cantons i comuna.